# Roberto Allevi
Roberto Allevi (Ascoli Piceno, 29 agosto 1954) è un politico italiano, sindaco di Ascoli Piceno dal 1995 al 1999.

## Biografia
Nacque da una famiglia di avvocati che esercitarono la loro professione forense nella città ascolana. Tra questi, il più noto è suo nonno Antonio, militante del PCI di Ascoli e sindaco del suo paese di origine, Appignano del Tronto.
Conseguì la maturità classica presso il liceo Francesco Stabili di Ascoli e la laurea in giurisprudenza all'Università La Sapienza di Roma. Con la morte del padre Aleandro dovette fare praticantato presso lo zio Lino, anch'egli avvocato; si unì poi in matrimonio con Donatella Tavoletti dalla quale ebbe due figli: Aleandro e Maria Francesca, rispettivamente notaio ed avvocato.

### Carriera politica
Ha iniziato la sua carriera politica candidandosi come sindaco alle elezioni del 1995 e vincendo al ballottaggio contro Nazzareno Cappelli, primo cittadino uscente. In seguito, ha riproposto la sua candidatura alla tornata elettorale del 1999 senza essere riconfermato, ma eletto consigliere comunale di Ascoli, mandato che ricopre anche attualmente.
Nel 2004 si è candidato come consigliere provinciale a sostegno del candidato presidente del centro-sinistra Massimo Rossi, venendo eletto ed entrando così in consiglio provinciale.